# 존 프레겐저
존 아서 프레겐저(John Arthur Pregenzer, 1932년 8월 2일~2024년 1월 31일)는 미국의 프로 야구 선수이다. 메이저 리그 베이스볼(MLB)의 샌프란시스코 자이언츠에서 1963년과 1964년 두 시즌 동안 투수로 뛰었다. 우투우타였으며, 선수 시절 196cm와 99kg의 체격을 갖추고 있었다.

## 생애
미국 위스콘신주 벌링턴에서 태생의 프레겐저는 일리노이주 안티오크에 있는 안티오크 커뮤니티 고등학교를 졸업한 후 일리노이 웨슬리언 대학교에 진학했다. 1958년 시즌 전에 아마추어 자유계약선수 자격으로 피츠버그 파이리츠와 계약을 맺었지만, 마이너 리거 신분이었던 1960년 시즌 전에 샌프란시스코 자이언츠에 영입되었다. 샌프란시스코로의 이적은 프레겐저에게 유명세를 안겨주었는데, 1963년 시즌 초반에 프레겐저가 팀 로스터에 이름을 올리자 《샌프란시스코 크로니클》에 〈Question Man〉이라는 이름의 칼럼을 연재하던 야구 팬인 노벨라 오하라의 눈에 띄게 된다.
1997년에 신문에 실린 오하라의 부고 기사에 따르면, “오하라씨는 1963년 자이언츠가 100달러의 웨이버 수수료만을 가지고 루키 구원 투수 존 프레겐저를 영입했다는 소식을 듣고는 놀랍게도 존 프레겐저 팬클럽을 만들게 되었다. 오하라씨는 그 정도밖에 안되는 금액에 선수를 데려올 수 있다는 사실에 매료되어 자이언츠 구단에 자신도 한 명을 살 수 있는지 물었다. 단 19경기만 던지고 마이너로 내려간 프레겐저에 비해 팬클럽은 더 오래 운영되었다. 하지만 프레겐저가 떠나기 전에 오하라씨는 그를 위해 꿩 고기 만찬, 고급 트랜지스터 라디오, 그리고 그를 ‘프레즈노 명예 시장’으로 임명한다고 적은 두루마리를 준비해 두었다.”라는 언급이 있다. 가장 많을 때는 팬클럽에 3,000여 명의 회원이 있었다.
프레겐저는 메이저 리그 통산 2시즌 동안 19경기에 출전해 27+2⁄3이닝 동안 2승 무패, 1세이브, 4.88의 평균자책점, 29피안타, 19볼넷, 13탈삼진을 기록했다. 이에 비해 마이너 리그에서는 통산 66승 49패, 평균자책점 3.67로 비교적 준수한 성적을 거뒀다.
2024년 1월 31일에 91세의 나이로 미주리주 패리스에서 사망했다.